# Karisöödi
Koordinaten: 57° 33′ N, 26° 34′ O
Karisöödi (deutsch Luisenruh bzw. Karrisödt) ist ein Dorf (estnisch küla) in der Landgemeinde Rõuge (bis 2017 Mõniste) im estnischen Landkreis Võru (Werro).

## Lage und Beschreibung
Das Dorf im äußersten Südosten des Landes hat 46 Einwohner (Stand 2004). Es liegt am Fluss Peetri (Peetri jõgi) und gehört zu dessen Landschaftsschutzgebiet. Früher war Karisöödi das Zentrum des Guts von Mõniste.
Im Park von Karisöödi befindet sich zehn Meter vom Ufer des Peetri-Flusses entfernt eine dreihundert Jahre alte Eiche. Sie ist 23 Meter hoch. Der Stamm hat einen Durchmesser von 4,4 Metern.
Zwei Kilometer südöstlich des zu Karisöödi gehörenden Bauernhofs Naha (Naha talu) befindet sich der südlichste Punkt Estlands.